# Marcin Gmys
Marcin Gmys (ur. 1970) – polski muzykolog, dr hab. nauk humanistycznych, profesor uczelniany Instytutu Muzykologii Wydziału Nauk o Sztuce Uniwersytetu im. Adama Mickiewicza w Poznaniu, w latach 2017-2024 dyrektor Polskiego Radia Chopin.

## Życiorys
12 lutego 2001 obronił pracę doktorską Poetyka teatru operowego Ferruccio Busoniego. Idea - konkretyzacja - recepcja, natomiast 26 września 2013 uzyskał stopień doktora habilitowanego w zakresie nauk humanistycznych. Objął funkcję adiunkta Katedry Muzykologii, oraz profesora nadzwyczajnego w Instytucie Muzykologii na Wydziale Historycznym Uniwersytetu im. Adama Mickiewicza w Poznaniu.
Piastuje stanowisko  naczelnego redaktora czasopisma Res Facta Nova, a także opublikował książkę pt. Harmonie i dysonanse. Muzyka Młodej Polski wobec innych sztuk, która w 2013 otrzymała Puchar Rektora UAM na XVII Poznańskich Dniach Książki, a w 2015 Główną Nagrodę Narodowego Konkursu Centrum Kultury na najlepszą pracę z historii polskiej muzyki powstałej w pięcioleciu w latach 2010-2014.
Od 2017 do lutego 2024 był dyrektorem Polskiego Radia Chopin.

## Publikacje
- 2005: Mit dionizyjski w Królu Rogerze Karola Szymanowskiego[2]
- 2005: Wizerunek władzy totalitarnej w zwierciadle „IV Symfonii” i „Ubu Rex” Krzysztofa Pendereckiego[2]
- 2009: Mistrz i uczniowie? Kompozytorzy Młodej Polski wobec Zygmunta Noskowskiego[2]
- 2025: W cieniu Chopina, Karłowicza i Szymanowskiego. Szkice i studia o muzyce z czasów Młodej Polski, NIFC Warszawa